# Bankilare
Bankilare este o comună rurală din departamentul Téra, regiunea Tillabéri, Niger, cu o populație de 24.328 de locuitori (2001).